# Sten Abel
Egil Sten Abel (Oslo, 18 de novembre de 1899 - Bærum, Akershus, 30 de desembre de 1989) va ser un regatista noruec que va competir a començaments del segle xx.
El 1920 va prendre part en els Jocs Olímpics d'Anvers, on va guanyar la medalla de plata en els 7 metres del programa de vela, a bord del Fornebo.
Fou oficial a la reserva de l'Exèrcit de Noruega.